# Paha guadalupensis
Paha guadalupensis es una especie de coleóptero de la familia Zopheridae.

## Distribución geográfica
Habita en Guadalupe (Francia).